# Тіта (Айті)

Чі́та (яп. 知多市, ちたし, МФА: [t͡ɕi̥ta ɕi̥]?) — місто в Японії, в префектурі Айті. Розташоване в західній частині префектури, на півночі півострова Тіта.   Виникло на основі сільських поселень раннього нового часу. Отримало статус міста 1970 року. Площа становить 45,76 км². Станом на 1 серпня 2011 року населення складало 84 546  осіб, густота населення — 1850 осіб/км².  Основою економіки є сільське господарство, хімічна промисловість, нафтопереробка, виробництво електротоварів, комерція.  В місті розташовані теплова електростанція, буддистьський монастир Дайтіїн. 